# Psyren
Psyren (jap. PSYЯEN -サイレン-) ist eine Mangaserie des japanischen Mangazeichners Toshiaki Iwashiro. Sie erschien von 2007 bis 2010 in Japan und ist in die Genres Romanze, Action und Shōnen einzuordnen.

## Inhalt
Der freche und ungestüme Oberschüler Ageha Yoshina (夜科 アゲハ) findet eine Telefonkarte mit der Aufschrift Psyren. Dann erwähnt seine Mitschülerin Sakurako Amamiya (雨宮 桜子), die er seit früher Kindheit kennt, Psyren und verschwindet kurz darauf. Unter dem Namen, so erfährt Ageha, gibt es im Internet und der Unterwelt Gerüchte um eine Geheimorganisation, die für das Verschwinden vieler Menschen verantwortlich sein soll. Auf Informationen über diese Organisation wurde eine Belohnung von 500 Millionen Yen ausgesetzt. Ageha wird neugierig und will auch Sakurako helfen: Er benutzt die Karte und soll am Telefon zunächst viele Fragen beantworten. Schließlich wird er in eine fremde Welt gezogen. Diese Welt, genannt Psyren, ist ein von insekten- oder menschenartigen Monstern bewohntes Ödland. Er findet hier auch Sakurako und andere aus seiner Welt. Sie werden angewiesen, Aufgaben zu erfüllen, wenn sie heimkehren wollen. Neben Ageha und Sakurako überleben in dieser gefährlichen Umgebung nur drei: Hiryū Asaga, Oboro Mochizuki und Kabuto Kirisaki. Da sie alle sich in den ihnen gestellten Aufgaben bewährt haben, sollen sie für weitere Aufgaben trainiert werden.

## Veröffentlichungen
Der Manga erschien von Dezember 2007 bis November 2010 im Manga-Magazin Weekly Shonen Jump beim Verlag Shūeisha. Die Kapitel wurden auch in Form von 16 Sammelbänden veröffentlicht. Der letzte Band verkaufte sich in Japan über 65.000-mal.
Die Serie kam auf Englisch bei Viz Media in Nordamerika und Madman Entertainment in Australien und Neuseeland heraus. Auf Französisch erschien sie bei Kana, die ebenfalls eine niederländische Übersetzung veröffentlichten. Auf Chinesisch erschien der Manga bei Tong Li in Taiwan. Egmont Manga und Anime veröffentlichte eine deutsche Fassung aller 16 Bände von April 2012 bis November 2014.
Mit dem 13. Band des Mangas erschien in Japan auch eine Light Novel mit dem Titel Psyren Another Call1, geschrieben von SOW. Eine zweite Light Novel kam mit Band 16 heraus.